# Park Hyun-beom
Park Hyun-beom (박현범?, 朴玹範?; Gwangju, 7 maggio 1987) è un ex calciatore sudcoreano, di ruolo centrocampista.